# ISO 3166-2:RS
Kódy ISO 3166-2 pro Srbsko identifikují 2 autonomní oblasti, 1 město a 29 obvodů (stav v roce 2015). První část (RS) je mezinárodní kód pro Srbsko, druhá část sestává z dvou čísel identifikujících obvod.

## Seznam kódů
```
RS-KM autonomní oblast 
Kosovo a Metochie

RS-VO autonomní oblast 
Vojvodina

RS-00 město 
Bělehrad
 
RS-01 
Severobačský okruh
 (Severna Bačka, Subotica)
RS-02 Středobanátský okruh (Srednji Banat, Zrenjanin)
RS-03 Severobanátský okruh (Severni Banat, Kikinda)
RS-04 
Jihobanátský okruh
 (Južni Banat, Pančevo)
RS-05 Západobačský okruh (Zapadna Bačka, Sombor)
RS-06 
Jihobačský okruh
 (Južna Bačka, Novi Sad)
RS-07 Sremský okruh (Srem, Sremska Mitrovica)
RS-08 Mačvanský okruh (Mačva, Šabac)
RS-09 Kolubarský okruh (Kolubara, Valjevo)
RS-10 Podunajský okruh (Podunavlje, Smederevo)
RS-11 Braničevský okruh (Braničevo, Požarevac)
RS-12 Šumadijský okruh (Šumadija, Kragujevac)
RS-13 Pomoravský okruh (Pomoravlje, Jagodina)
RS-14 Borský okruh (Bor, Bor)
RS-15 Zaječarský okruh (Zaječar, Zaječar)
RS-16 Zlatiborský okruh (Zlatibor, Užice)
RS-17 Moravický okruh (Moravica, Čačak)
RS-18 Rašský okruh (Raška, Kraljevo)
RS-19 Rašinský okruh (Rasina, Kruševac)
RS-20 Nišavský okruh (Nišava, Niš)
RS-21 Toplický okruh (Toplica, Prokuplje)
RS-22 Pirotský okruh (Pirot, Pirot)
RS-23 Jablanický okruh (Jablanica, Jablanica)
RS-24 Pčinjský okruh (Pčinja, Vranje)
RS-25 Kosovský okruh (Kosovo, Priština)
RS-26 Pećský okruh (Peć, Peć)
RS-27 Prizrenský okruh (Prizren, Prizren)
RS-28 Kosovskomitrovický okruh (Kosovska Mitrovica, Kosovska Mitrovica)
RS-29 Kosovsko-Pomoravský okruh (Kosovo-Pomoravlje, Gnjilane)
```